# Томанерхор
Томанерхор (нем. Thomanerchor, или Хор Святого Фомы) — всемирно известный хор мальчиков из немецкого города Лейпциг (федеральная земля Саксония). Хор основан в 1212 году и является одним из старейших в Германии. С 1723 по 1750 год кантором хора являлся Иоганн Себастьян Бах. В хоре поют около 100 мальчиков возрастом от 9 до 18 лет. Мальчики живут в интернате и обучаются в школе Святого Фомы.

## История

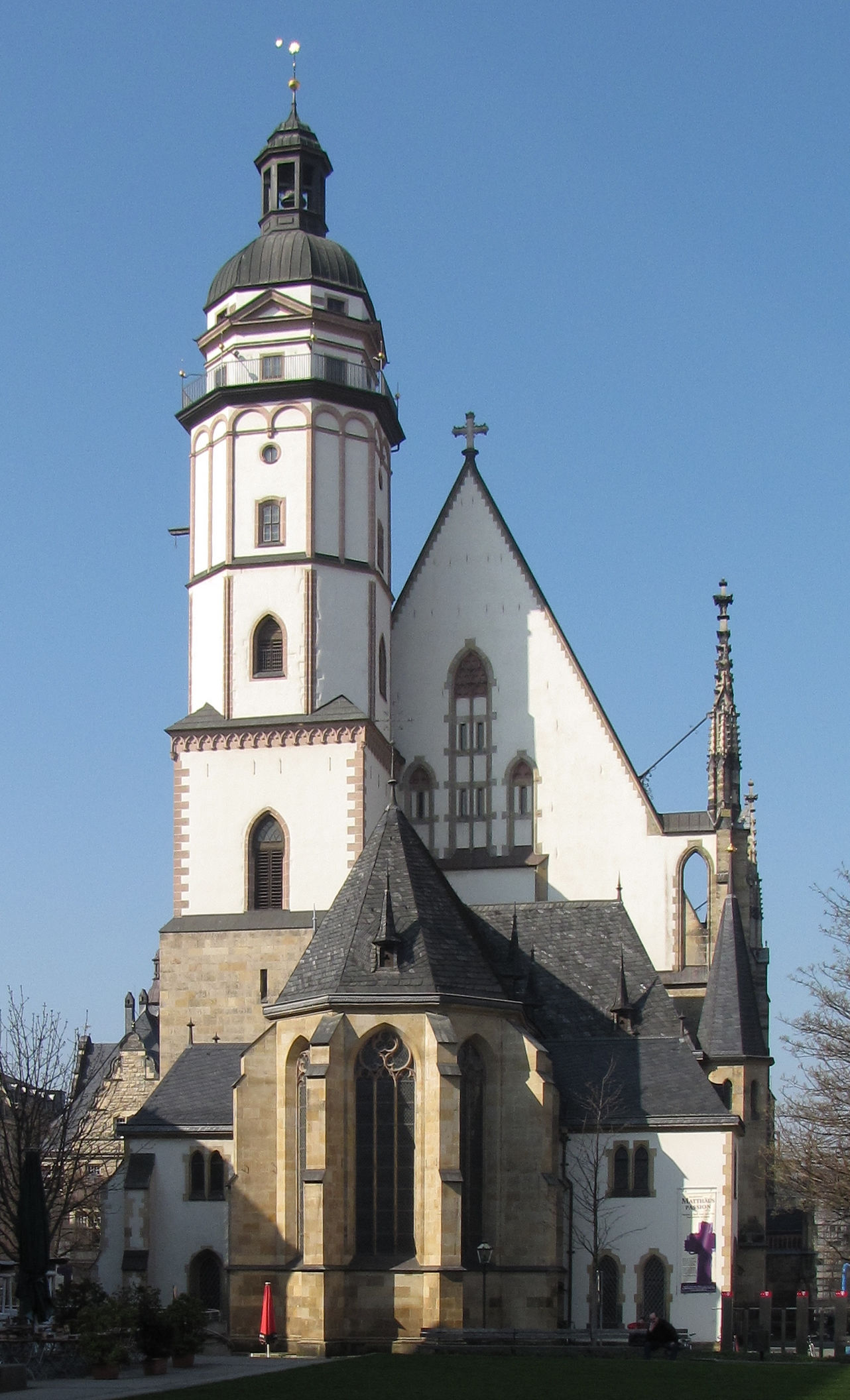
Церковь Святого Фомы

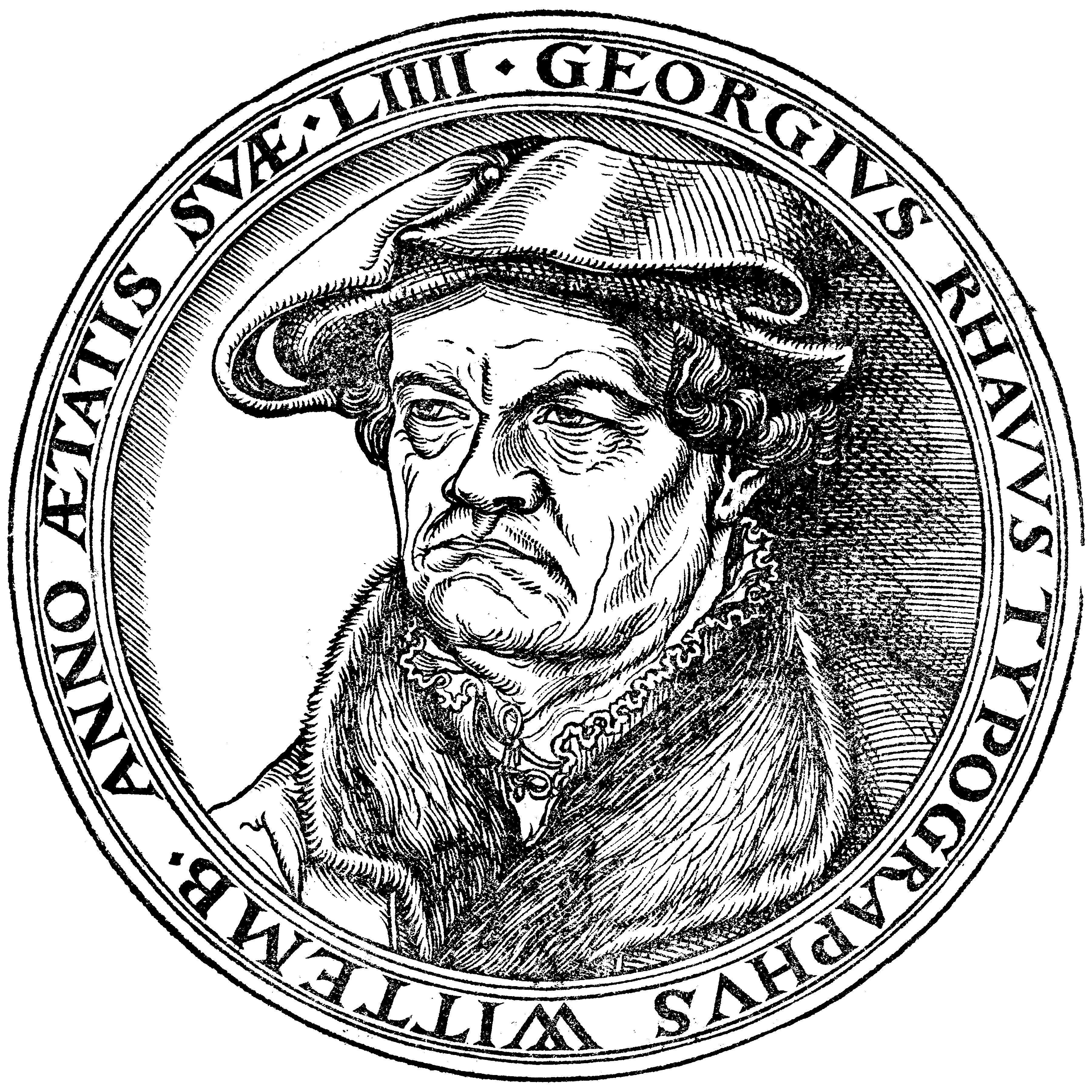
Георг Рау

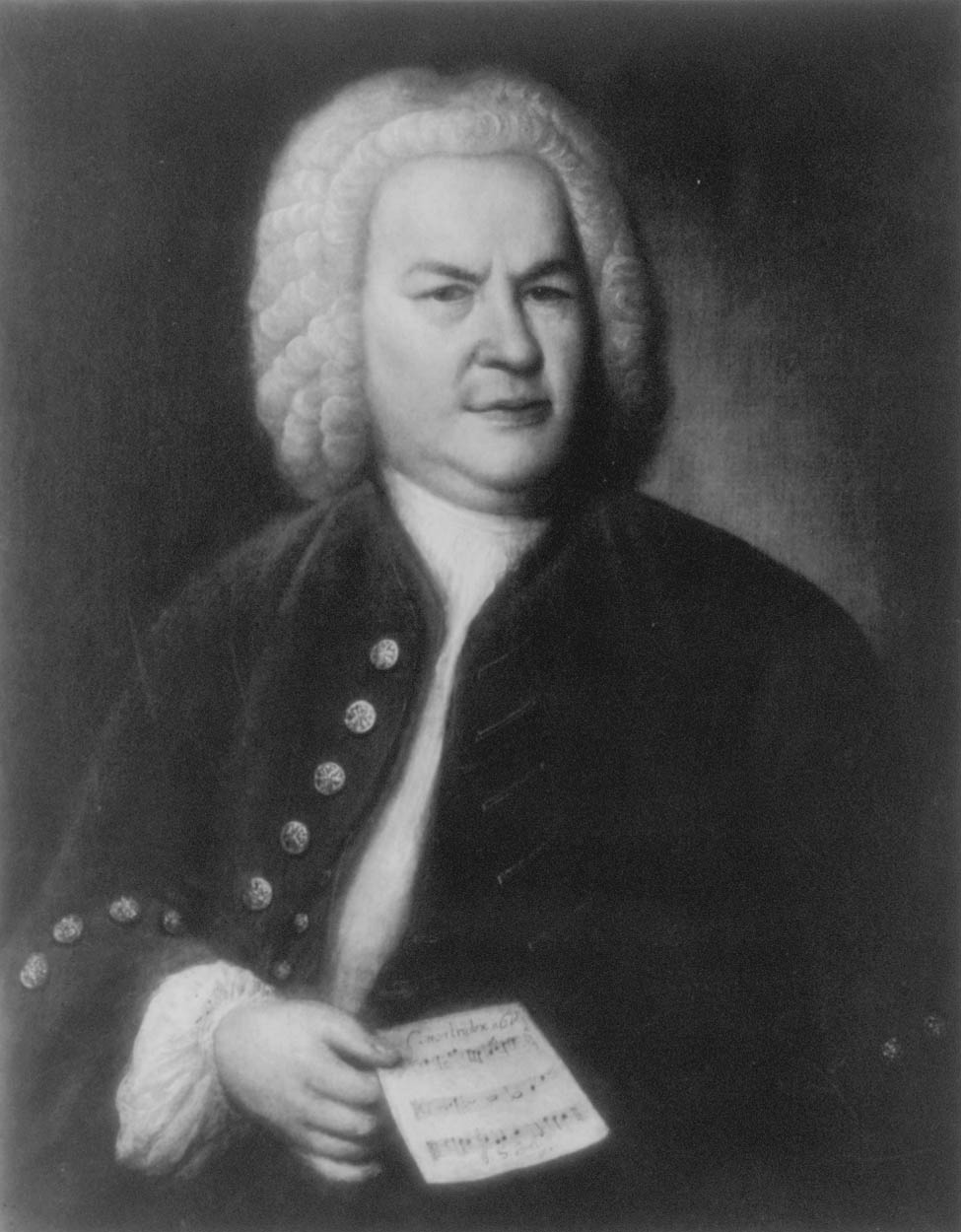
Иоганн Себастьян Бах

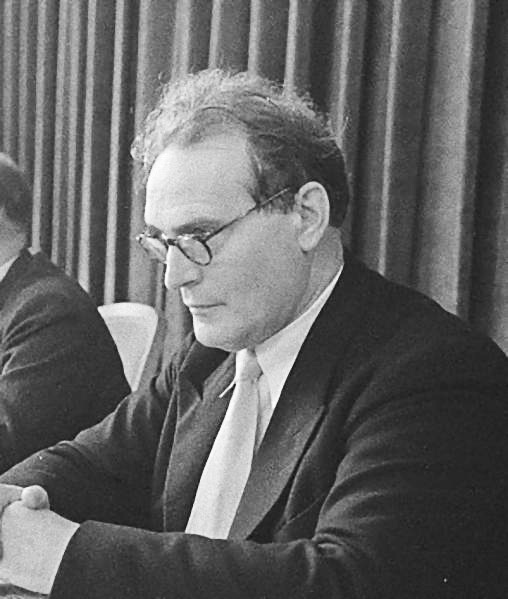
Гюнтер Рамин

### От основания доРеформации
В 1212 году по инициативе маркграфа Дитриха фон Мейсена в Лейпциге был основан монастырь ордена августинцев, получивший имя в честь апостола Фомы. Основание монастыря было подтверждено эдиктом императора Священной Римской империи Оттоном IV. В 1218 году папа Гонорий III взял монастырь под защиту Святого Петра.
С самого основания монастыря при нём существовала школа-приют, которая стала первой постоянно действующей школой в Саксонии, а также хор мальчиков при монастырской церкви. От основания и до самой Реформации количество мальчиков в хоре было строго ограниченным и равнялось 24. Наряду с пением во время проведения церковных служб и хорового уличного пения мальчик были вынуждены петь в домах богатых граждан, что приносило в казну монастыря дополнительные средства. Также мальчики из хора обязаны были участвовать в монастырских хозяйственных работах.
С 1217 года монахом августинского монастыря в Лейпциге стал знаменитый немецкий поэт-миннезангер Генрих фон Морунген. Он умер в 1222 году и похоронен в церкви Святого Фомы. Музыкальные историки не сходятся в едином мнении можно ли его считать первым кантором хора Святого Фомы. В то время понятие кантора отличалось от современного и означало скорее солиста в хоре. Исполнял ли он роль музыкального руководителя неизвестно.
Первое письменное упоминание о школе Святого Фомы относится к 1254 году, при этом упоминалось имя главы школы Тидерикуса, который одновременно исполнял обязанности кантора хора.
Наиболее значительным музыкальным произведением, написанным специально для хора Святого Фомы был «Сборник церковных гимнов Святого Фомы» (1300 год). Сборник содержал в себе 88 хоралов, а также песни для торжественных месс. Начиная с середины XIV столетия хор пел не только в церкви Святого Фомы, но и в церкви Святого Николая. Наряду с исполнением официальных церковных песнопений с 1479 года хор выступает и совместно с городскими музыкантами на различных городских мероприятиях.
Летом 1519 года в Лейпциге состоялся знаменитый диспут между Мартином Лютером и профессором теологии Иоганном Экком, в ходе которого Лютер окончательно разорвал с папской церковью. Хор Святого Фомы под руководством кантора Георга Рау 27 июня для участников диспута устроил исполнение мессы. После диспута Георг Рау — активный сторонник Лютера — был вынужден оставить пост кантора и покинуть Лейпциг.
После смерти бездетного герцога Саксонии Георга Бородатого в 1539 году — ярого противника Реформации, правление герцогством принимает его брат Генрих. Под его правлением протестантизм в Саксонии стал государственной религией. При нём начинается активная секуляризация монастырей. В 1543 году августинский монастырь был закрыт, всё его движимое и недвижимое имущество передаётся магистрату. Школа, воспитательный дом и хор также оказываются в подчинении города, таким образом хор Святого Томаса можно считать старейшим городским музыкальным коллективом в Лейпциге.

### От Реформации доXX века
После победы Реформации в жизни мальчиков хора мало что изменилось. Так же, как и раньше они пели при богослужениях, бракосочетаниях, крестинах и похоронах. Зато существенно расширился репертуар, в котором появились произведения Жоскена Депре, Хенриха Изака, Якоба Обрехта, Адриана Вилларта, Орландо ди Лассо. Сохранился замечательный рукописный сборник музыкальных произведений, написанный в промежутке между 1553 и 1560 годом. Специалисты смогли идентифицировать некоторые музыкальные произведения из него как работы Людвига Зенфля, Жоскена Депре, Иоганна Вальтера и Хенриха Изака.
При ректоре Андреасе Яне в 1553 году школа Святого Фомы и хор переехали в новое двухэтажное здание, построенное по проекту архитектора Иеронима Лоттера на площади Thomaskirchhof рядом с церковью Святого Фомы.
В 1723 году во время ректорства Иоганна Генриха Эрнести должность кантора хора занимает Иоганн Себастьян Бах. Также Бах исполнял обязанности преподавателя латыни и лютеранской ортодоксии. Во времена Баха хор Святого Фомы составляли 55 мальчиков, разделённых на четыре группы. Первая группа исполняла в основном собственные произведения Баха, вторая и третья группы — более лёгкие кантаты других композиторов, четвёртая — исполняла обычные песни.
После смерти Баха должность Кантора занимало немало известных в мире музыки личностей, таких как Иоганн Фридрих Долес, Иоганн Адам Хиллер, Мориц Гауптман.
В 1877 году школа, а вместе с ней и хор, переезжают в новое здание, построенное по проекту архитектора Августа Фридриха Фихвегера, на улицу Schreberstraße рядом с общественной купальней Шребербад. Старое здание школы было снесено 25 лет спустя.

### Томанерхор в XX веке
С 1920 года Томанерхор под руководством тогдашнего кантора Карла Штраубе предпринял ряд успешных поездок по Европе.
Во времена национал-социализма Карлу Штраубе и сменившему его в 1939 году Гюнтеру Рамину удавалось насколько это возможно удерживать мальчиков из хора от вступления в Гитлерюгенд.

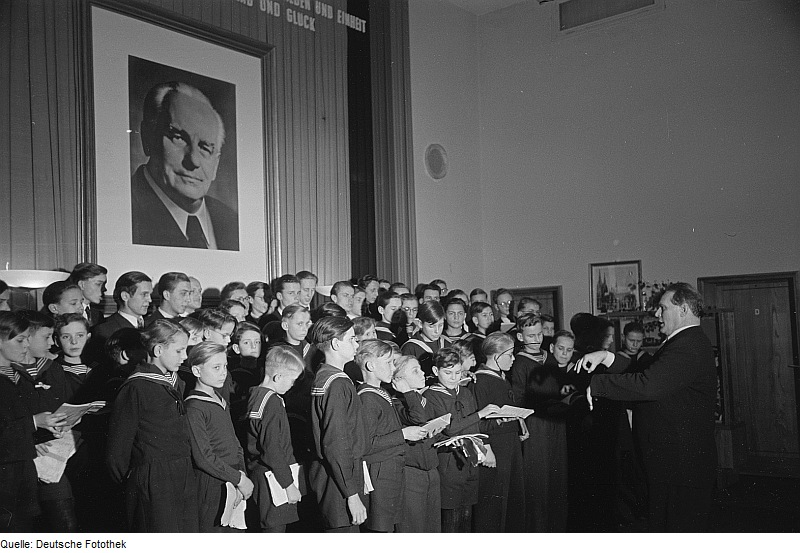
Томанерхор (январь 1953 года)

В ночь на 4 декабря 1943 года во время воздушного налёта на Лейпциг силами британских ВВС здание школы Святого Фомы было почти полностью разрушено. Кантор Гюнтер Рамин был вынужден перевести хор в гимназию Святого Августина. Почти всех учеников старших классов в это время привлекли в помощь вермахту для обслуживания зенитных орудий, однако, Рамину удалось добиться того, чтобы эта повинность не касалась мальчиков из хора, аргументируя это тем, что такого рода деятельность может повредить их вокальным способностям.
Во времена ГДР хор Святого Фомы записал несколько грампластинок. Наиболее удачными из них считаются те, что были записаны в 1970-е годы под руководством кантора Ханса-Йоахима Роча. Роч вынужден был оставить должность кантора в 1991 году, когда стала известна информация о том, что он являлся секретным сотрудником Штази с 1973 года.
С 1992 года по 2015 хором руководил Георг Кристоф Биллер. Он являлся 16-м по счёту кантором хора Святого Фомы после Баха. В январе 2015 покинул пост по состоянию здоровья. Его место занял певец и дирижёр Готхольд Шварц. Георг Кристоф Биллер умер 27 января 2022 года в возрасте 66 лет.

## Томанерхор в наше время

### Репертуар и концертная деятельность
Традиционно главное место в репертуаре хора занимают произведения Иоганна Себастьяна Баха; однако, хор также исполняет музыкальные произведения всех эпох, начиная с музыки эпохи Возрождения и заканчивая модерном.
Наряду с широкой концертной деятельностью по всей Германии (не менее двух крупных гастролей в год по Германии) и за границей, хор трижды в неделю поёт в церкви Святого Фомы в Лейпциге — каждую пятницу в 18:00, каждую субботу в 15:00 и по воскресеньям 9:30 во время богослужений. Во время школьных каникул хор не выступает. Также хор даёт концерты на все главные праздники Евангелической церкви. Стоимость входного билета на выступление хора в церкви Святого Фомы составляет 2 евро, для детей и жителей Лейпцига — бесплатно.

### Награды
- 1954: Серебряный орден Заслуг перед Отечеством
- 1976: Медаль Эриха Вайнерта[нем.]
- 1985: Osaka-Musikpreis
- 1987: Золотой орден Заслуг перед Отечеством
- 1994: Ernst von Siemens Musikstiftung
- 1999: Bild-Osgar
- 2001: Europäischer Kulturpreis / Europäischer Chorpreis
- 2002: Brahms-Preis[нем.] der Brahms-Gesellschaft Schleswig-Holstein[15]
- 2002: ECHO Klassik[16]
- 2011: Royal Academy of Music / Kohn Foundation Bach Prize

## Известные участники хора
В алфавитном порядке фамилий:
- Карл Филипп Эммануил Бах — композитор, музыкант.
- Кристоф Генц — оперный певец.
- Штефан Генц — оперный певец.
- Томас Кристиан Давид — австрийский композитор, дирижёр и музыкальный педагог.
- Кристоф фон Донаньи — дирижёр.
- Гюнтер Рамин — органист и хоровой дирижёр.

## В астрономии
В честь хора назван астероид (1023) Томана, открытый в 1924 году немецким астрономом Карлом Райнмутом.